# Heterodontosauridae
De Heterodontosauridae zijn een groep plantenetende dinosauriërs uit de ruimere groep van de Ornithischia.

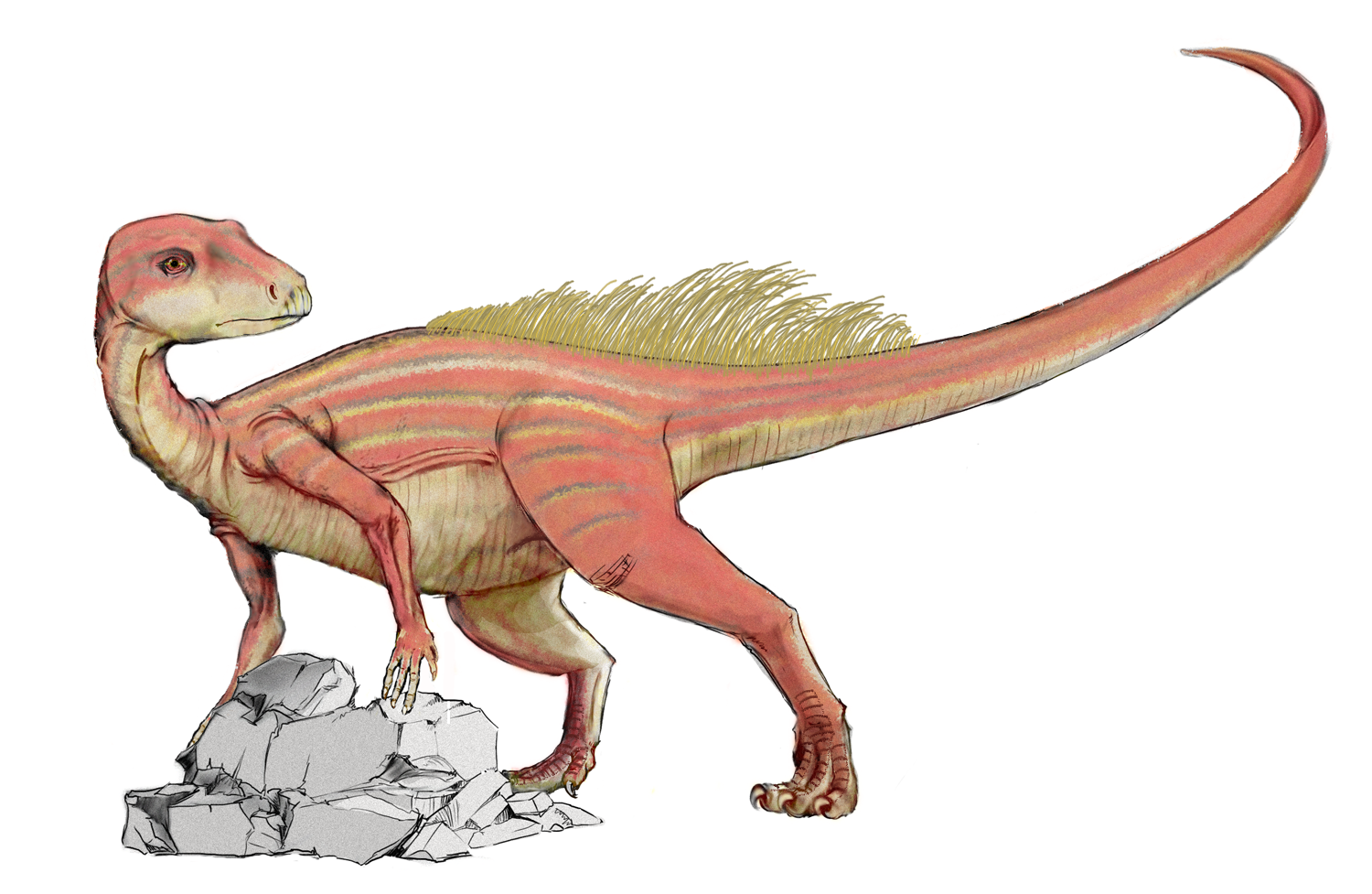
Abrictosaurus

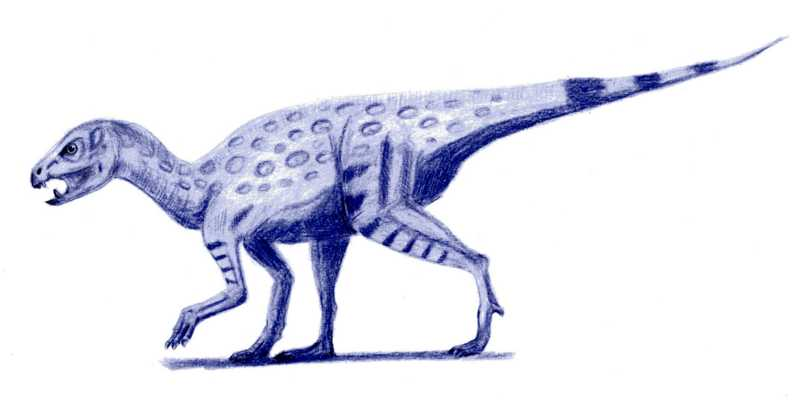
Heterodontosaurus

De familie Heterodontosauridae werd in 1966 door Oskar Kuhn benoemd om Heterodontosaurus een plaats te geven. In hetzelfde jaar publiceerde Alfred Romer de naam en hij wordt daarom vaak als naamgever vermeld. 
De klade Heterodontosauridae werd voor het eerst in 1998 gedefinieerd door Paul Sereno als de groep bestaande uit Heterodontosaurus en alle soorten nauwer verwant aan Heterodontosaurus dan aan Parasaurolophus. Deze definitie ging nog uit van de gedachte dat de Heterodontosauridae een directe zustergroep waren van de Euornithopoda binnen de Ornithopoda. Deze plaatsing was nooit sterk door gegevens ondersteund; de recente vondst van Yinlong maakt het waarschijnlijker dat de Heterodontosauridae de zustergroep waren van de Marginocephalia of zelfs zeer basale Ornithischia. Sereno had zijn definitie al nauwer gemaakt in 2005: de groep bestaande uit Heterodontosaurus tucki en alle soorten nauwer verwant aan Heterodontosaurus dan aan Parasaurolophus walkeri, Pachycephalosaurus wyomingensis, Triceratops horridus of Ankylosaurus magniventris.
De groep bestaat uit kleine plantenetende tweevoetige vormen uit het vroege Jura; uit het Krijt is Echinodon een mogelijke, Tianyulong een vrij zekere heterodontosauride. De laatste soort is ook belangwekkend doordat zijn fossiel de resten laat zien van een soort vacht, die aantoont dat ook de Ornithischia warmbloedig waren, iets wat eerst alleen voor de Theropoda als zeker werd beschouwd.
Een mogelijke stamboom van de Heterodontosauridae toont het volgende kladogram naar een studie van Sereno uit 2012.
|  | Echinodon  |
|  |            |
|  | Fruitadens |
|  |            |
|  | Tianyulong |
|  |            |

|  | Pegomastax |
|  |            |
|  | Manidens   |
|  |            |

|  | Abrictosaurus     |
|  |                   |
|  | Heterodontosaurus |
|  |                   |

|  | Pegomastax |
|  |            |
|  | Manidens   |
|  |            |

|  | Abrictosaurus     |
|  |                   |
|  | Heterodontosaurus |
|  |                   |

|  | Pegomastax |
|  |            |
|  | Manidens   |
|  |            |

|  | Abrictosaurus     |
|  |                   |
|  | Heterodontosaurus |
|  |                   |

|  | Pegomastax |
|  |            |
|  | Manidens   |
|  |            |

|  | Abrictosaurus     |
|  |                   |
|  | Heterodontosaurus |
|  |                   |

|  | Echinodon  |
|  |            |
|  | Fruitadens |
|  |            |
|  | Tianyulong |
|  |            |

|  | Pegomastax |
|  |            |
|  | Manidens   |
|  |            |

|  | Abrictosaurus     |
|  |                   |
|  | Heterodontosaurus |
|  |                   |

|  | Pegomastax |
|  |            |
|  | Manidens   |
|  |            |

|  | Abrictosaurus     |
|  |                   |
|  | Heterodontosaurus |
|  |                   |

|  | Pegomastax |
|  |            |
|  | Manidens   |
|  |            |

|  | Abrictosaurus     |
|  |                   |
|  | Heterodontosaurus |
|  |                   |

|  | Pegomastax |
|  |            |
|  | Manidens   |
|  |            |

|  | Abrictosaurus     |
|  |                   |
|  | Heterodontosaurus |
|  |                   |